# Championnats du monde de patinage artistique 1925
Navigation
Mondiaux 1924 Mondiaux 1926
Les championnats du monde de patinage artistique 1925 ont lieu du 31 janvier au 1er février 1925 à la patinoire extérieure de Davos en Suisse pour les Dames, et du 14 au 15 février 1925 à la patinoire extérieure de Vienne en Autriche pour les Messieurs et les Couples.

## Podiums
| Épreuves                      | Or                         | Argent                      | Bronze                     |
| ----------------------------- | -------------------------- | --------------------------- | -------------------------- |
| Messieurs résultats détaillés | Willy Böckl                | Fritz Kachler               | Otto Preißecker            |
| Dames résultats détaillés     | Herma Szabó                | Ellen Brockhöft             | Elisabeth Böckel           |
| Couples résultats détaillés   | Herma Szabó / Ludwig Wrede | Andrée Joly / Pierre Brunet | Lilly Scholz / Otto Kaiser |

## Tableau des médailles
| Rang  | Nation    | Or | Argent | Bronze | Total |
| ----- | --------- | -- | ------ | ------ | ----- |
| 1     | Autriche  | 3  | 1      | 2      | 6     |
| 2     | Allemagne | 0  | 1      | 1      | 2     |
| 3     | France    | 0  | 1      | 0      | 1     |
| Total | Total     | 3  | 3      | 3      | 9     |

## Détails des compétitions

### Messieurs
| Rang | Nom              | Nation          | Places | Points | Fig. impo. | Prog. libre |
| ---- | ---------------- | --------------- | ------ | ------ | ---------- | ----------- |
| 1    | Willy Böckl      | Autriche        | 8      |        |            |             |
| 2    | Fritz Kachler    | Autriche        | 8      |        |            |             |
| 3    | Otto Preißecker  | Autriche        | 14     |        |            |             |
| 4    | Ernst Oppacher   | Autriche        | 24     |        |            |             |
| 5    | Josef Slíva      | Tchécoslovaquie | 27     |        |            |             |
| 6    | Georges Gautschi | Suisse          | 27     |        |            |             |
| 7    | Ludwig Wrede     | Autriche        | 32     |        |            |             |

### Dames
| Rang | Nom              | Nation      | Places | Points | Fig. impo. | Prog. libre |
| ---- | ---------------- | ----------- | ------ | ------ | ---------- | ----------- |
| 1    | Herma Szabó      | Autriche    | 6      |        |            |             |
| 2    | Ellen Brockhöft  | Allemagne   | 9      |        |            |             |
| 3    | Elisabeth Böckel | Allemagne   | 18     |        |            |             |
| 4    | Kathleen Shaw    | Royaume-Uni | 20     |        |            |             |
| 5    | Ethel Muckelt    | Royaume-Uni | 22     |        |            |             |

### Couples
| Rang | Nom                                  | Nation          | Places | Points |
| ---- | ------------------------------------ | --------------- | ------ | ------ |
| 1    | Herma Szabó / Ludwig Wrede           | Autriche        | 10     |        |
| 2    | Andrée Joly / Pierre Brunet          | France          | 10.5   |        |
| 3    | Lilly Scholz / Otto Kaiser           | Autriche        | 14.5   |        |
| 4    | Gisela Hochhaltinger / Georg Pamperl | Autriche        | 17     |        |
| 5    | Else Hoppe / Oscar Hoppe             | Tchécoslovaquie | 23     |        |